# Johann Heinrich Roth
Johann Heinrich Jakob Roth (auch Franz Heinrich genannt) (* 31. März 1729 in Mergentheim; † 19. Oktober 1780 in Bonn) war ein deutscher Baumeister des 18. Jahrhunderts.

## Leben
Er war Sohn des kurkölner Hofbaumeisters Franz Joseph Roth. Dieser arbeitete vor allem an Bauten des deutschen Ordens etwa am Deutschordensschloss Mergentheim. Bei dem Vater lernte er auch die Grundlagen der Baukunst kennen. Kurfürst Clemens August von Bayern förderte ihn. Dies ermöglichte die Fortsetzung der Ausbildung in Paris. Im Jahr 1754 wurde er Baumeister und 1759 kurfürstlicher Hofkammerrat.
Bereits bevor er ordentlicher Baumeister war, begleitete er den Kurfürsten und Hochmeister 1750 nach Mergentheim. Dort erbaute er im Schlosshof ein provisorisches Komödien- und Opernhaus aus Holz. Er schuf 1754 die Stuckarbeiten im Salle de gardes im Schloss Brühl. Er entwarf auch das Schloss Herzogsfreude im Kottenforst bei Bonn. Ein Hauptwerk ist die spätbarocke Jesuitenkirche in Büren. Um 1775 wirkte er als Berater beim Ausbau des Residenzschlosses in Münster mit. In etwa in derselben Zeit baute er Burg Lüftelberg in Meckenheim zu einem Schloss um. Dann schuf er 1779 noch die Bonner Schlosskirche.

## Werk

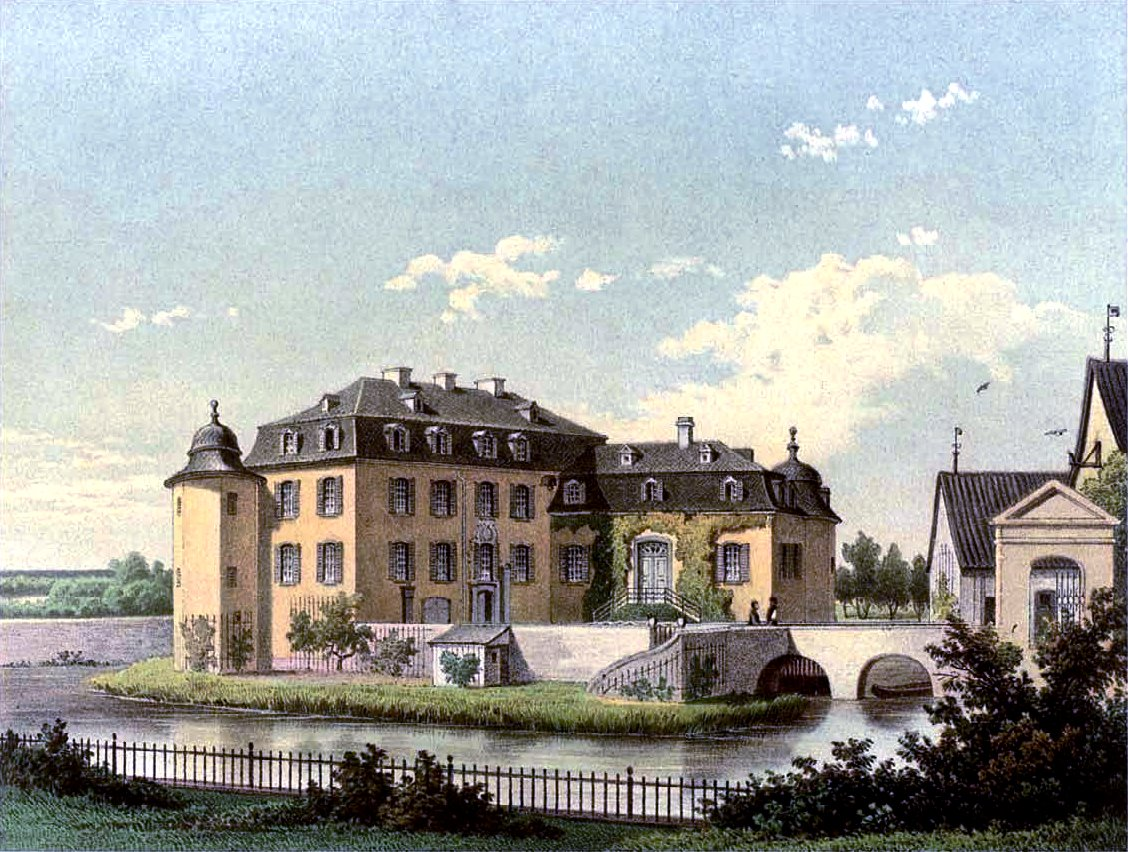
Schloss Lüftelberg
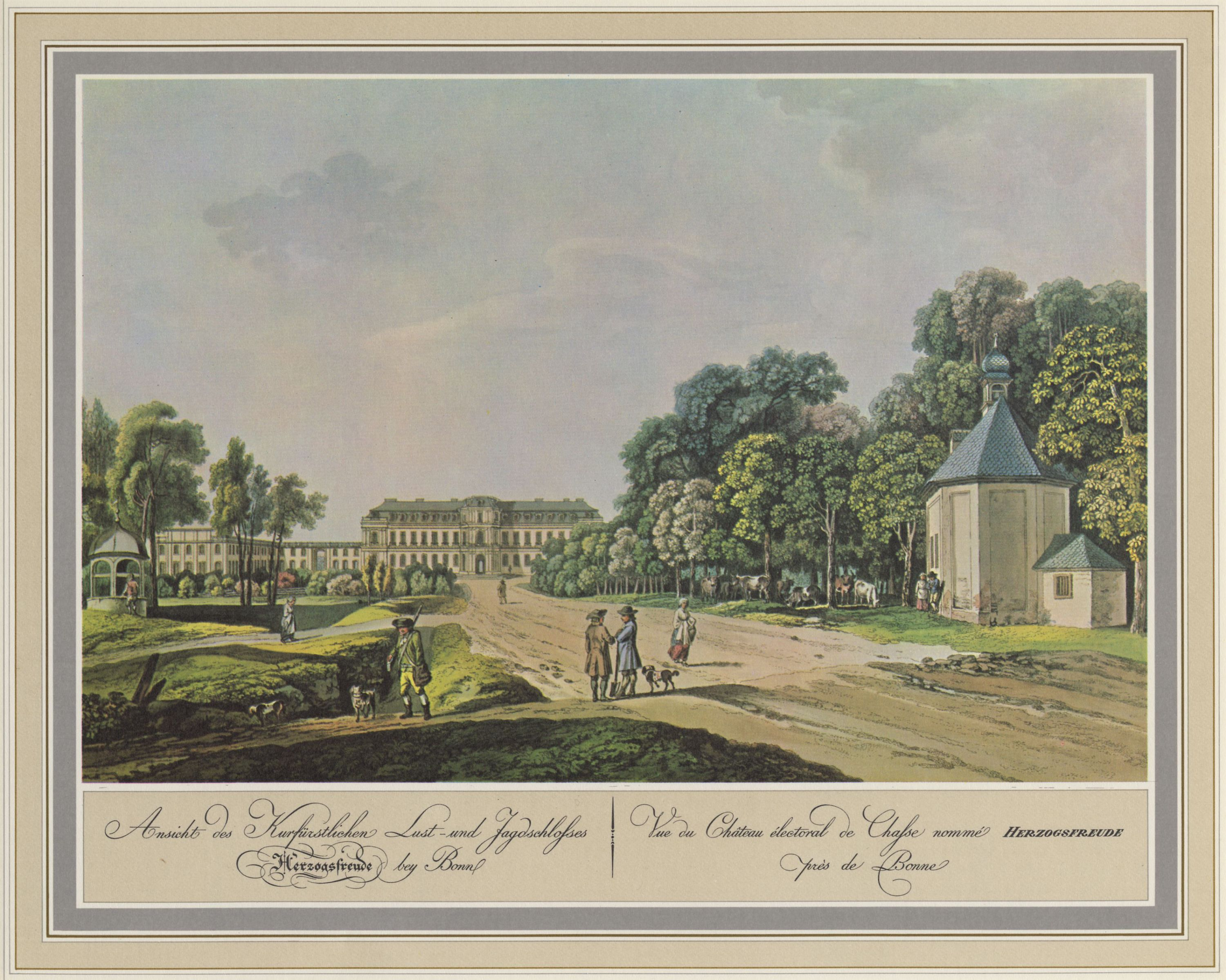
Schloss Herzogsfreude
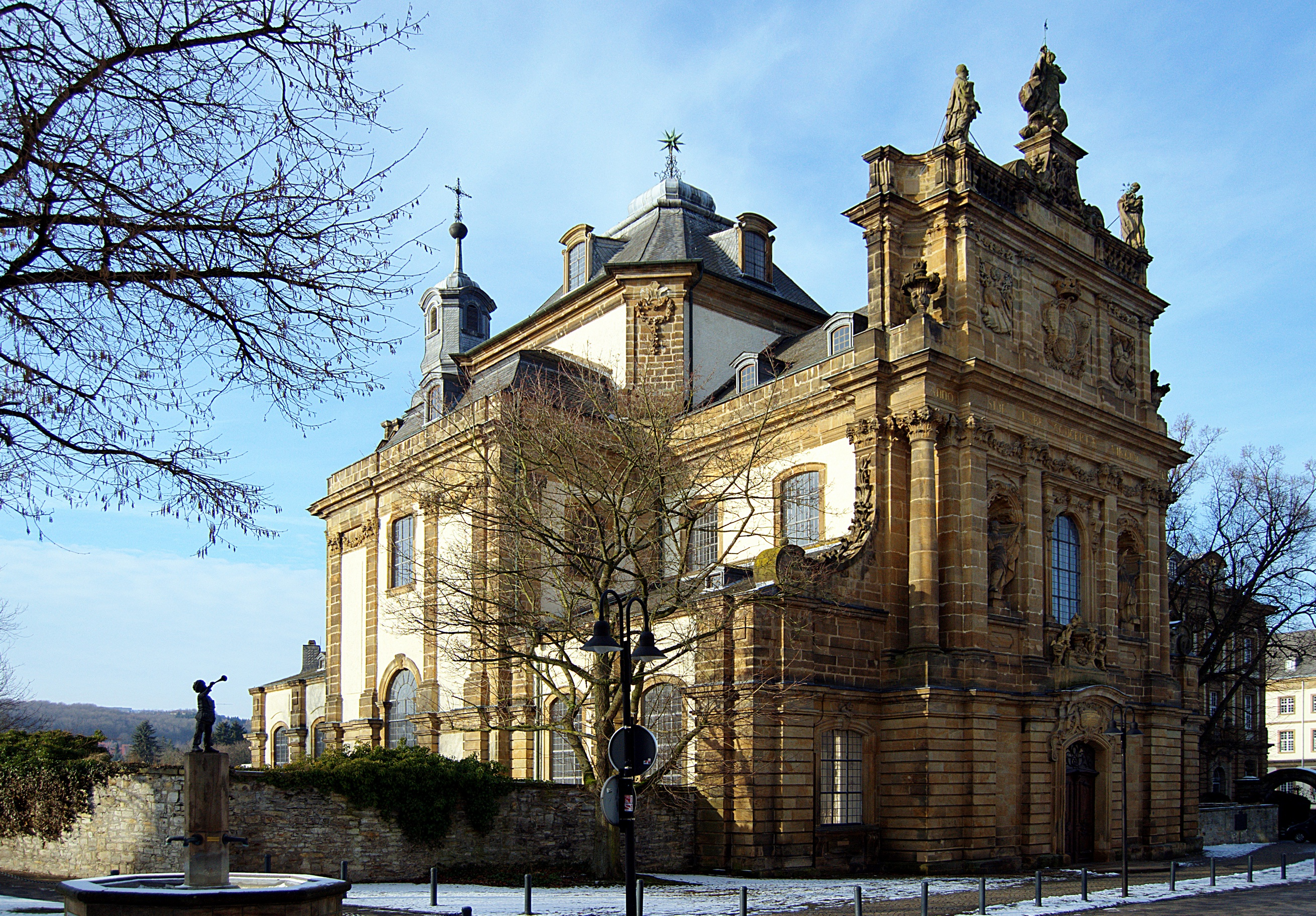
Jesuitenkirche Büren